# Fayçal ben Turki Al Saoud
 (mai 2021).
La mise en forme du texte ne suit pas les recommandations de Wikipédia : il faut le « wikifier ».
Les points d'amélioration suivants sont les cas les plus fréquents :
- Les titres sont pré-formatés par le logiciel. Ils ne sont ni en capitales, ni en gras.
- Le texte ne doit pas être écrit en capitales (les noms de famille non plus), ni en gras, ni en italique, ni en « petit »…
- Le gras n'est utilisé que pour surligner le titre de l'article dans l'introduction, une seule fois.
- L'italique est rarement utilisé : mots en langue étrangère, titres d'œuvres, noms de bateaux, etc.
- Les citations ne sont pas en italique mais en corps de texte normal. Elles sont entourées par des guillemets français : « et ».
- Les listes à puces sont à éviter, des paragraphes rédigés étant largement préférés. Les tableaux sont à réserver à la présentation de données structurées (résultats, etc.).
- Les appels de note de bas de page (petits chiffres en exposant, introduits par l'outil «  Source ») sont à placer entre la fin de phrase et le point final[comme ça].
- Les liens internes (vers d'autres articles de Wikipédia) sont à choisir avec parcimonie. Créez des liens vers des articles approfondissant le sujet. Les termes génériques sans rapport avec le sujet sont à éviter, ainsi que les répétitions de liens vers un même terme.
- Les liens externes sont à placer uniquement dans une section « Liens externes », à la fin de l'article. Ces liens sont à choisir avec parcimonie suivant les règles définies. Si un lien sert de source à l'article, son insertion dans le texte est à faire par les notes de bas de page.
- La présentation des références doit suivre les conventions bibliographiques. Il est recommandé d'utiliser les modèles {{Ouvrage}}, {{Chapitre}}, {{Article}}, {{Lien web}} et/ou {{Bibliographie}}. Le mode d'édition visuel peut mettre en forme automatiquement les références.
- Insérer une infobox (cadre d'informations à droite) n'est pas obligatoire pour parachever la mise en page.

Pour une aide détaillée, merci de consulter Aide:Wikification.
Si vous pensez que ces points ont été résolus, vous pouvez retirer ce bandeau et améliorer la mise en forme d'un autre article.
Fayçal ben Turki ben Abdallah Al Saoud (arabe : فيصل بن تركي بن عبد الله آل سعود ; né en 1785 et mort en 1865) était le deuxième souverain du deuxième État Saoudien et le septième chef de la Maison des Saoud.

## Jeunesse
Il était le fils de l'Imam Turki Ben Abdallah. Il était l'un des membres de la famille Al Saoud qui a été emmené au Caire après la prise de Diriyah par Ibrahim Pacha, fils de Méhémet Ali, en mai 1819. Fayçal est retourné à Riyad en 1827-1828,.
Après que Turki a établi le deuxième État saoudien, Fayçal est envoyé pour des opérations militaires à Al Hassa à l'est. Mais son père est assassiné par Mishari Ben Abdelrahman, un cousin éloigné. Fayçal se dépêche de retourner à Riyad pour faire face à la révolte. Ses troupes prennent d'assaut le château et tuent Mishari. Ceux qui n'étaient pas directement impliqués dans le meurtre furent épargnés et la ville prêta allégeance.

## Règne
L'imam Fayçal a gouverné le deuxième État saoudien de 1834 à 1838. Il est ensuite contraint à l'exil au Caire par les Ottomans en raison de son refus de payer le tribut aux forces égyptiennes au Hejaz.
Les forces ottomanes continuent cependant de s'opposer au règne de Fayçal et le gouverneur égyptien d'Arabie, Khurshid Pasha, soutient un candidat rival, Khalid Ben Saoud. Khalid était un membre de la haute lignée de la famille Saoud. Fayçal a été contraint de fuir la ville et de se réfugier chez les princes al Khorayef des tribus de Bani Tamim. En 1838, il tente de s'entendre avec Khurshid Pacha, mais est contraint de retourner une seconde fois en captivité au Caire. En 1843, il est libéré au Caire et retourne à Riyad après le retrait total des troupes égyptiennes restantes du Najd en 1841.
Après son retour à Riyad, il récupère le trône en 1843 et règne jusqu'en 1865. Fayçal a réussi à s'échapper avec l'aide d'un groupe de personnes appelé la tribu des Osamies de la tribu Otaiba. Ils l'ont ramené à Riyad selon le prince Turki Ben Abdallah Al Fayçal, un fils du prince Abdallah. Un petit-fils appelé Fayçal Ben Turki a déclaré que les personnes qui ont fait sortir son grand-père de prison en Égypte sont des Osamies.
Il a facilement vaincu Abdallah Ben Thunayan, qui s'était révolté contre l'inefficace Khalid et avait pris le contrôle. Fayçal dépendait d'une alliance étroite avec la famille Al Rashid de Ha'il. Abdallah Ben Rashid a joué un rôle clé dans son succès, et les deux familles se sont largement mariées. En retour, Fayçal a nommé Abdallah comme émir de Ha'il en 1835. En 1848, il demande officiellement le soutien du résident politique britannique à Bushire pour son représentant dans l'Oman truqué. En 1851, il a également demandé l'aide du résident politique britannique pour collecter la zakat des musulmans de Bahreïn. Après avoir tenté en vain de s'emparer de l'autorité à Al Qassim, Fayçal nomme son jeune frère Jiluwi gouverneur de la région. Cependant, Jiluwi n'a pas réussi à obtenir la pleine loyauté de la population qui s'est révoltée contre lui en 1854. En 1865, un colonel de l'armée britannique, Lewis Pelly, rend officiellement visite à Fayçal à Riyad.
Fayçal gouverne avec un grand succès jusqu'à sa mort en décembre 1865. Cependant, vers la fin de son règne, le dirigeant de facto de l'émirat était son héritier et fils, Abdallah, et les luttes intestines entre ses quatre fils ont fini par détruire l'État.

## Vie privée et mort
Fayçal ben Turki a eu quatre fils, Abdallah, Saoud, Mohammed et Abderrahmane,. L'une de ses filles épousa l'émir rashidi, Abdallah ben Rashid.
Fayçal mourut à la suite d'une longue maladie en décembre 1865 et son fils Abdallah lui succéda.

## Pour en savoir plus
| Titres réglementaires                                   | Titres réglementaires                   | Titres réglementaires                                | Titres réglementaires |
| ------------------------------------------------------- | --------------------------------------- | ---------------------------------------------------- | --------------------- |
| Précédé par Mishari ben Abdul Rahman ben Mishari        | Émir du Nejd 1834–1838                  | Remplacé par Khaled ben Saoud ben Abdelaziz Al Saoud |                       |
| Précédé par Abdullah ben Thunayyan ben Ibrahim Al Saoud | Émir du Nejd 1843-1865                  | Remplacé par Abdallah ben Fayçal ben Turki           |                       |
| Précédé par Turki ben Abdallah                          | Chef de la famille saoudienne 1834-1865 | Remplacé par Abdelrahman ben Fayçal                  |                       |